# EEPROM
En EEPROM, eller Electrically Erasable Programmable Read-Only-Memory (Elektrisk sletbar programmerbar læsehukommelse) er en speciel type EPROM (som igen er en speciel type PROM), der kan slettes ved tilførelse af en elektrisk ladning. Som andre typer rom, beholder EEPROM sit indhold når strømmen slås fra, og er en del langsommere end ram.
EEPROM minder meget om Flashhukommelse, men forskellen er, at data kun kan skrives og slettes 1 byte ad gangen på en EEPROM, og at en EEPROM derfor er en del langsommere.